# 新華影業公司
新華影業公司是上海的一家左翼電影公司，存在於1934年至1942年期間。新華電影公司的創辦人是張善琨，在成立三年之內就成為中國電影界主要企業之一。1937年淞滬戰役爆發後，新華是唯一活躍在孤島的主要電影公司。1938年，新華影業公司被分裂為兩個公司，以避開日本對公司業務的干預。但在1942年，新華被併入日本控制的中國聯合製片股份公司（簡稱中聯）。 